# Walter Bowman Rogers
Walter Bowman Rogers (Delphi (Indiana), 14 oktober 1865 – New York, 24 december 1939) was een Amerikaans componist, dirigent en kornettist.

## Levensloop
Rogers kreeg zijn eerste viool en kornetlessen van zijn vader. Vervolgens kreeg hij lessen van Captain John Lathrope en die adviseerde hem muziek te gaan studeren aan het Cincinnati College-Conservatory of Music (CCM) in Cincinnati (Ohio). Vanaf 13-jarige leeftijd studeerde hij aldaar onder andere bij een prof. Jacobson en Theodore Thomas. In 1883 trad hij als kornetsolist op met de Indianapolis Municipal Band. Eveneens trad hij tussen 1883 en 1884 als kornetsolist op met Captain John Lathrope’s Cornet Band. In deze tijd was hij ook dirigent van het stedelijk harmonieorkest van Goshen (Indiana).
Hij was verder kornettist in het Biessenhertz’ English Opera House Orchestra in Indianapolis. Samen met de toen nog jonge Herbert Lincoln Clarke, later eveneens een kornettist met wereldfaam, trad hij in het Schubert Brass Quartet en in een orkest als solist op in de kerk van Herbert L. Clarke. Vanaf 1885 werd hij door de dirigent Cappa als solist gewonnen voor de Seventh Regiment Band of New York en werd daar diens persoonlijke assistent. Na het overleden van Cappa was hij van 1894 tot 1897 dirigent van de Seventh Regiment Band of New York.
In 1898 werd hij door John Philip Sousa gevraagd om voor een jaar opvolger van Herbert L. Clarke als solokornettist in zijn harmonieorkest te worden. Vanaf 1900 kwam Rogers weer terug in Sousa's band als tweede dirigent en kornetsolist. Samen met Herbert L. Clarke trad hij als kornetsolist op tijdens de concerttournee in 1900 door Europa. Nadat Clarke in 1902 ontslag nam was Rogers solokornettist in Sousa's Band. Rogers werkte in dit harmonieorkest tot na de concerten tijdens de Wereldtentoonstelling van 1904 in Saint Louis.
In september 1904 werd hij muziekdirecteur van de Victor Phonograph Company in Camden (New Jersey). Hij was dirigent van de The Victor Military Band en al spoedig maakte hij nieuwe opnames van verschillende kornetsolo's. Hij speelde samen met Arthur Pryor in duetten onder andere het "Miserere"-duet uit Verdi's opera Il travatore. In 1916 werd hij opnamedirecteur van de Paroquette Record Company. Maar deze functie was na 1 jaar afgelopen en hij werd in 1919 aangesteld bij de Paramount Record Company en kort daarna als muziekdirecteur bij de Emerson Phonograph Company. Tussen de jaren 1922 en 1929 maakte hij ook opnames voor de Brunswick Phonograph Company. In 1929 ging hij met pensioen, maar hij werkte nog als leraar en instructeur voor kornet en soleerde verschillende malen met de Anglo Canadian Leather Company Band in Huntsville (Ontario), die onder leiding stond van Herbert L. Clarke.
Tot 1932 gaf hij nog privélessen in New York en voerde verschillende kornet-soloconcerten uit.
Als componist schreef hij verschillende werken voor zijn solo-instrument en harmonieorkest.

## Composities

### Werken voor harmonieorkest
- Concert Waltz "Lulle", voor cornet solo en harmonieorkest
- Fantasie "Auld Lang Syne", voor cornet solo en harmonieorkest
- German Sounds, voor cornet solo en harmonieorkest
- In Dixie, voor cornet solo en harmonieorkest
- Kate Kearney, voor cornet solo en harmonieorkest
- Land of the Free, voor cornet solo en harmonieorkest
- Lasca, voor cornet solo en harmonieorkest
- Minnie-ha-ha, wals voor cornet solo en harmonieorkest
- Nearer, My God, To Thee, voor cornet solo en harmonieorkest
- Old Black Joe, voor cornet solo en harmonieorkest
- The harp of Tara, fantasie voor cornet solo en harmonieorkest
- The Harp that Once Thro' Tara's Halls, voor cornet solo en harmonieorkest
- Yankee Doodle with Variations, voor cornet solo en harmonieorkest
- War Song with Variations, voor cornet solo en harmonieorkest